# Mateas Delić
Mateas Delić (ur. 17 czerwca 1988 w Sanskim Moście) – urodzony w Bośni, chorwacki piłkarz, występujący na pozycji pomocnika. Były zawodnik klubu NK Koprivnica. Od 2006 roku występuje w Slavenie Belupo. Rozegrał jeden mecz w młodzieżowej reprezentacji Chorwacji.